# I liga urugwajska w piłce nożnej (2009/2010)
Mistrzem Urugwaju w sezonie 2009/10 został mistrz turnieju Clausura, klub CA Peñarol, natomiast wicemistrzem został mistrz turnieju Apertura - Club Nacional de Football. O tym, które kluby będą reprezentować futbol urugwajski w międzynarodowych pucharach zadecydowała tabela sumaryczna.
- do Copa Libertadores w roku 2011 zakwalifikowały się trzy kluby: CA Peñarol (mistrz Urugwaju), Club Nacional de Football (wicemistrz Urugwaju) i Liverpool Montevideo (trzeci w tabeli sumarycznej).
- do Copa Sudamericana w roku 2010 zakwalifikowały się trzy kluby: CA Peñarol (mistrz Urugwaju), River Plate Montevideo (4 w tabeli sumarycznej) i Defensor Sporting (5 w tabeli sumarycznej).

Z ligi spadły następujące kluby: Cerrito Montevideo, Cerro Largo Melo i Atenas San Carlos. Na ich miejsce awansowały trzy najlepsze kluby drugoligowe: El Tanque Sisley Montevideo (mistrz drugiej ligi), CA Bella Vista i Miramar Miramar Misiones.

## Torneo Apertura 2009/10

### Apertura 1
| Data             | Mecz |
| ---------------- | --- |
| 22 sierpnia 2009 | Central Español Montevideo - Racing Montevideo 1:1 Ismael Espiga 71 - Líber Quiñones 94 |
| 22 sierpnia 2009 | Fénix Montevideo - River Plate Montevideo 0:3 Federico Puppo 25, Jorge Córdoba 52, Bruno Montelongo 65                                                                                         |
| 22 sierpnia 2009 | Cerro Largo Melo - Club Nacional de Football 0:1 Sergio Blanco 45+1 |
| 23 sierpnia 2009 | Defensor Sporting - Atenas San Carlos 5:1 Marcelo Guerrero 2, 23, 56, Pablo Gaglianone 80, Rodrigo Cabrera 84 - Jorge Ramírez 27                                                               |
| 23 sierpnia 2009 | CA Cerro - Rampla Juniors 1:1 Christian Vaquero 51 - Bruno Federico Barreto 24 |
| 23 sierpnia 2009 | Tacuarembó - Danubio FC 1:2 Franco Ariel Sosa 38 - Pablo Míguez 70, Néstor Conde 84k |
| 23 sierpnia 2009 | Montevideo Wanderers - CA Peñarol 0:2 Antonio Pacheco D’Agosti 1, 10 |
| 26 sierpnia 2009 | Liverpool Montevideo - Cerrito Montevideo 4:3 Carlos Macchi 69, Paolo Patritti 71, Mathías Riquero 76, Emiliano Alfaro 77 - Nelson Techera 30, Maureen Javier Franco 52k, Rodrigo Escalante 62 |

### Apertura 2
| Data             | Mecz |
| ---------------- | --- |
| 29 sierpnia 2009 | Fénix Montevideo - Racing Montevideo 0:2 Jean Pierre Barrientos 6, Néstor Fabián Silva 60                                                    |
| 29 sierpnia 2009 | Club Nacional de Football - Tacuarembó 1:0 Diego Vera 90+10                                                                                  |
| 29 sierpnia 2009 | Montevideo Wanderers - Rampla Juniors 0:1 Fernando Curcio 53                                                                                 |
| 30 sierpnia 2009 | Danubio FC - Defensor Sporting 3:0 Diego Ifrán 57, Néstor Conde 71k, Hamilton Ricard 88                                                      |
| 30 sierpnia 2009 | Cerro Largo Melo - Cerrito Montevideo 0:1 Maureen Javier Franco 67                                                                           |
| 30 sierpnia 2009 | Liverpool Montevideo - Atenas San Carlos 2:0 Hernán Figueredo 73, Emiliano Alfaro 92                                                         |
| 30 sierpnia 2009 | Central Español Montevideo - River Plate Montevideo 2:2 Álex Silva 34, Sergio Alejandro Pérez 90+3 - Jorge Zambrana 10, José María Franco 20 |
| 30 sierpnia 2009 | CA Peñarol - CA Cerro 1:1 Gerardo Alcoba 88 - Maximiliano Lombardi 49                                                                        |

### Apertura 3
| Data             | Mecz |
| ---------------- | --- |
| 12 września 2009 | Racing Montevideo - CA Peñarol 2:1 Líber Quiñones 45+2, Gastón Machado 67 - Líber Quiñones 71s                     |
| 12 września 2009 | Cerro Largo Melo - Central Español Montevideo 1:0 Fabricio Núñez 55                                                |
| 12 września 2009 | River Plate Montevideo - Rampla Juniors 1:1 Richard Aníbal Porta 30 - Alfredo Nicolás Guevara 15                   |
| 13 września 2009 | Montevideo Wanderers - Fénix Montevideo 2:0 Danilo Peinado 32, Marcelo Fabián Méndez 70                            |
| 13 września 2009 | Defensor Sporting - Club Nacional de Football 0:3 Ángel Alejandro Morales 59, Matías Cabrera 61, Mario Regueiro 75 |
| 13 września 2009 | Tacuarembó - Atenas San Carlos 2:0 Franco Ariel Sosa 27, Matías dos Santos 69                                      |
| 13 września 2009 | Liverpool Montevideo - Danubio FC 1:0 Mathías Riquero 61                                                           |
| 13 września 2009 | CA Cerro - Cerrito Montevideo 0:2 Maureen Javier Franco 80, Juan Manuel Ortíz Prieto 91                            |

### Apertura 4
| Data             | Mecz |
| ---------------- | --- |
| 19 września 2009 | CA Peñarol - Tacuarembó 1:0 Jonathan Ramis 53 |
| 19 września 2009 | Danubio FC - River Plate Montevideo 2:2 Diego Ifrán 43, 62 - Federico Puppo 17, Andrezinho 29                                                      |
| 19 września 2009 | Fénix Montevideo - Cerro Largo Melo 1:1 Carlos Aguiar 18 - Juan Casado 73k                                                                         |
| 20 września 2009 | Central Español Montevideo - Defensor Sporting 0:4 Sebastián Taborda 5, Guillermo Firpo 51s, Diego de Souza Carballo 66, Pedro Pablo Hernández 84k |
| 20 września 2009 | Club Nacional de Football - Liverpool Montevideo 2:1 Matías Nicolás Rodríguez 73, Alejandro Lembo 86 - Emiliano Alfaro 66                          |
| 20 września 2009 | Atenas San Carlos - CA Cerro 0:1 Claudio Martín Dadómo 56                                                                                          |
| 20 września 2009 | Rampla Juniors - Racing Montevideo 0:0 |
| 20 września 2009 | Cerrito Montevideo - Montevideo Wanderers 1:2 Maureen Javier Franco 29k - Danilo Peinado 66, 75                                                    |

### Apertura 5
| Data             | Mecz |
| ---------------- | --- |
| 26 września 2009 | Defensor Sporting - Fénix Montevideo 2:0 Diego de Souza Carballo 31, 49                                                     |
| 26 września 2009 | River Plate Montevideo - Club Nacional de Football 1:0 Jorge Zambrana 23k                                                   |
| 27 września 2009 | Montevideo Wanderers - Atenas San Carlos 0:0                                                                                |
| 27 września 2009 | Racing Montevideo - Cerrito Montevideo 1:1 Martín Cauteruccio 8 - Maureen Javier Franco 84                                  |
| 27 września 2009 | Cerro Largo Melo - Danubio FC 2:3 Fabrizio Núñez 55, 66k - Hamilton Ricard 11, Carlos Javier Grossmüller 19, Diego Ifrán 76 |
| 27 września 2009 | Tacuarembó - Rampla Juniors 0:1 Alfredo Nicolás Guevara 43                                                                  |
| 27 września 2009 | Liverpool Montevideo - CA Peñarol 2:2 Emiliano Alfaro 34, 52 - Marcel Nicolás Román 14, Jonathan Ramis 26                   |
| 27 września 2009 | CA Cerro - Central Español Montevideo 1:2 Raúl Molina 70 - Ismael Espiga 25, 43                                             |

### Apertura 6
| Data                | Mecz |
| ------------------- | --- |
| 3 października 2009 | Central Español Montevideo - Montevideo Wanderers 1:1 Ismael Espiga 18k - Mathías Corujo 30                                                               |
| 3 października 2009 | Club Nacional de Football - Racing Montevideo 3:2 Sebastián Balsas 45+1k, 50, Raúl Ferro 80 - Martín Cauteruccio 8, Líber Quiñones 15                     |
| 3 października 2009 | Fénix Montevideo - Liverpool Montevideo 1:1 Carlos Aguiar 53k - Andrés Rodales 30                                                                         |
| 4 października 2009 | CA Peñarol - River Plate Montevideo 2:2 Gabriel Alcoba 21, Antonio Pacheco D’Agosti 50 - Jorge Marcelo Rodríguez 24k, 85                                  |
| 4 października 2009 | Atenas San Carlos - Cerro Largo Melo 2:0 Nasa 11, Gonzalo Daniel Lemes 58                                                                                 |
| 4 października 2009 | Danubio FC - CA Cerro 4:2 Diego Ifrán 47, Carlos Javier Grossmüller 62, Esteban Conde 66k, Jorge Adrián García 83 - Fabián Trujillo 75, Álvaro Apólito 85 |
| 4 października 2009 | Cerrito Montevideo - Tacuarembó 2:0 Maureen Javier Franco 56, Diego Cardoso 82                                                                            |
| 4 października 2009 | Rampla Juniors - Defensor Sporting 1:3 Álvaro Méndez 91 - Pablo Gaglianone 33, Ignacio Risso 70, Álvaro Navarro 90                                        |

### Apertura 7
| Data                 | Mecz |
| -------------------- | --- |
| 17 października 2009 | Montevideo Wanderers - Club Nacional de Football 4:0 Emiliano Tellechea 43, Ezequiel Videla 50, Jonathan Lacerda 55k, Simón Vanderhoegth 77 |
| 17 października 2009 | Tacuarembó - Central Español Montevideo 3:1 Rafael Refatti 43, 58k, Luis Alberto Machado 90+4 - Diego Rafael Perrone 69                     |
| 17 października 2009 | Liverpool Montevideo - Rampla Juniors 3:1 Elías Ricardo Figueroa 52, Julián Lalinde 81k, Emiliano Alfaro 90+3 - Alfredo Nicolás Guevara 77k |
| 17 października 2009 | River Plate Montevideo - Atenas San Carlos 1:0 Richard Aníbal Porta 14                                                                      |
| 18 października 2009 | Racing Montevideo - Danubio FC 1:2 Martín Cauteruccio 90+1 - Héctor Roberto Hernández 45s, Diego Ifrán 87                                   |
| 18 października 2009 | Cerro Largo Melo - CA Peñarol 1:2 Fabrizio Núñez 62 - Jonathan Ramis 3, Diego Martín Alonso 49                                              |
| 18 października 2009 | Defensor Sporting - Cerrito Montevideo 1:0 Pablo Gaglianone 76                                                                              |
| 18 października 2009 | CA Cerro - Fénix Montevideo 3:2 Álvaro Apólito 22, Gerardo Acosta 47s, Jonathan Soto 83 - Luciano Cardinale 9k, 41                          |

### Apertura 8
| Data                 | Mecz |
| -------------------- | --- |
| 21 października 2009 | Racing Montevideo - Montevideo Wanderers 0:4 Marcelo Fabián Méndez 29, Simón Vanderhoegth 70, 73, Santiago Tabaré López 90                                                           |
| 21 października 2009 | Club Nacional de Football - Atenas San Carlos 5:0 Sergio Blanco 9, Nicolás Lodeiro 20, 75, Matías Nicolás Rodríguez 43, Álvaro González 55                                           |
| 21 października 2009 | Rampla Juniors - Fénix Montevideo 2:1 Julián Perujo 16, 57 - Martín Cardozo 65 |
| 22 października 2009 | CA Peñarol - Central Español Montevideo 3:2 Jonathan Ramis 29, Alejandro Martinuccio 57, Braian Rodríguez 65 - Ismael Espiga 33, Gonzalo da Luz 86                                   |
| 22 października 2009 | Defensor Sporting - Cerro Largo Melo 0:0 |
| 22 października 2009 | Cerrito Montevideo - Danubio FC 2:2 Maureen Javier Franco 30, Rodrigo Escalante 39 - Ribair Rodríguez 62, Diego Ifrán 92                                                             |
| 22 października 2009 | Liverpool Montevideo - Tacuarembó 7:1 Elías Ricardo Figueroa 20, 31, Mauricio Sebastián Díaz 45, Ignacio Medina 47, Emiliano Alfaro 48, 53k, Julián Lalinde 83 - Jonathan Ramírez 51 |
| 1 grudnia 2009       | CA Cerro - River Plate Montevideo 2:3 Álvaro Apólito 52, 61 - John Varela 13, Jorge Córdoba 50, Jorge Zambrana 75                                                                    |

### Apertura 9
| Data                 | Mecz |
| -------------------- | --- |
| 27 października 2009 | Danubio FC - Atenas San Carlos 0:1 Eduardo Fernández 92 mecz został zweryfikowanyna walkower dla drużyny Danubio                                                                     |
| 27 października 2009 | CA Peñarol - Rampla Juniors 3:0 Jonathan Ramis 49, 76, Alejandro Martinuccio 73 |
| 27 października 2009 | Tacuarembó - Defensor Sporting 0:1 Diego de Souza Carballo 57 |
| 28 października 2009 | Cerro Largo Melo - Racing Montevideo 1:3 Luiggi Rodríguez Hiriart 69 - Matías Mirabaje 27, Martín Cauteruccio 31k, Néstor Fabián Silva 51                                            |
| 28 października 2009 | Fénix Montevideo - Cerrito Montevideo 0:0 |
| 28 października 2009 | Club Nacional de Football - Central Español Montevideo 5:1 Eduardo Aranda 56, Santiago Damián García 67k, Nicolás Lodeiro 72, Sergio Blanco 73, Gustavo Varela 83 - Ismael Espiga 50 |
| 28 października 2009 | River Plate Montevideo - Liverpool Montevideo 1:4 Jorge Córdoba 54 - Mauricio Sebastián Díaz 7, Emiliano Alfaro 8, 41, 74                                                            |
| 28 października 2009 | Montevideo Wanderers - CA Cerro 3:1 Marcelo Fabián Méndez 22, Danilo Peinado 25, Julio Pablo Rodríguez 88 - Pablo Eduardo Caballero 29                                               |

### Apertura 10
| Data                 | Mecz |
| -------------------- | --- |
| 31 października 2009 | Cerrito Montevideo - River Plate Montevideo 1:1 Maureen Javier Franco 65 - Jorge Marcelo Rodríguez 20                            |
| 31 października 2009 | CA Peñarol - Defensor Sporting 1:1 Jonathan Ramis 52 - Marcelo Guerrero 64                                                       |
| 1 listopada 2009     | Fénix Montevideo - Tacuarembó 0:2 Álvaro Sebastián Sánchez 4, Jonathan Ramírez 31                                                |
| 1 listopada 2009     | Atenas San Carlos - Racing Montevideo 0:5 Matías Mirabaje 30, 33, Néstor Fabián Silva 52, Román Marcelo Cuello 82, 90            |
| 1 listopada 2009     | Central Español Montevideo - Liverpool Montevideo 0:0                                                                            |
| 1 listopada 2009     | Danubio FC - Montevideo Wanderers 2:3 Carlos Grosmüller 15, Hamilton Ricard 26 - Jonathan Lacerda 29k, Jonathan Charquero 36, 47 |
| 1 listopada 2009     | Rampla Juniors - Cerro Largo Melo 0:3 Luiggi Rodríguez Hiriart 20, Fabricio Núñez 69, 90                                         |
| 1 listopada 2009     | Club Nacional de Football - CA Cerro 2:0 Nicolás Lodeiro 8, Gustavo Varela 93                                                    |

### Apertura 11
| Data             | Mecz |
| ---------------- | --- |
| 7 listopada 2009 | Club Nacional de Football - Rampla Juniors 3:0 Óscar Javier Morales 23, Sebastián Coates 32, 74                               |
| 7 listopada 2009 | Atenas San Carlos - Central Español Montevideo 0:0                                                                            |
| 7 listopada 2009 | Defensor Sporting - Racing Montevideo 1:1 Álvaro Navarro 16 - Martín Cauteruccio 28                                           |
| 8 listopada 2009 | Fénix Montevideo - Danubio FC 4:1 Álvaro Brum 13, Maximiliano Arias 45, Matías Mier 73, Guillermo Maidana 86 - Diego Ifrán 67 |
| 8 listopada 2009 | Tacuarembó - River Plate Montevideo 2:1 Rafael Refatti 38, Renzo Pozzi 90 - Gabriel Marques 7                                 |
| 8 listopada 2009 | Cerro Largo Melo - Montevideo Wanderers 0:0                                                                                   |
| 8 listopada 2009 | Cerrito Montevideo - CA Peñarol 2:2 Maureen Javier Franco 64, 86 - Rodrigo Canosa 56s, Antonio Pacheco D’Agosti 75k           |
| 8 listopada 2009 | Liverpool Montevideo - CA Cerro 2:0 Carlos Andrés Sánchez 64, Emiliano Alfaro 67                                              |

### Apertura 12
| Data              | Mecz |
| ----------------- | --- |
| 21 listopada 2009 | CA Peñarol - Fénix Montevideo 1:0 Gerardo Alcoba 90+3                                                                                                   |
| 21 listopada 2009 | Racing Montevideo - Tacuarembó 4:1 Ernesto Goñi 21, Matías Mirabaje 32, José da Silva 45s, Alejandro Reyes Sosa 83 - Nicolás Pereira 34                 |
| 21 listopada 2009 | Rampla Juniors - Atenas San Carlos 4:1 Álvaro Méndez 16, Alfredo Nicolás Guevara 47k, Julián Perujo 69, Martín Bonjour 78 - Rony Flores 84              |
| 22 listopada 2009 | Central Español Montevideo - Cerrito Montevideo 2:2 Darwin Ramírez 18, Diego Rafael Perrone 24 - Maureen Javier Franco 37k, Juan Manuel Ortíz Prieto 58 |
| 22 listopada 2009 | CA Cerro - Defensor Sporting 1:4 Fernando Alves 6 - Tabaré Viudez 22, Pedro Pablo Hernández 71k, Álvaro Navarro 84, César Cevallos 90+1                 |
| 22 listopada 2009 | Danubio FC - Club Nacional de Football 0:2 Gustavo Varela 29, Diego Vera 85                                                                             |
| 22 listopada 2009 | Montevideo Wanderers - Liverpool Montevideo 0:0 |
| 25 listopada 2009 | River Plate Montevideo - Cerro Largo Melo 1:4 Juan Manuel Ferrés 88 - Fabrizio Núñez 5, 86k, Juan Casado 20, Abel Nazario 24                            |

### Apertura 13
| Data           | Mecz |
| -------------- | --- |
| 5 grudnia 2009 | Danubio FC - Central Español Montevideo 2:0 Marcelo Andrés Silva 48, Diego Ifrán 74                               |
| 5 grudnia 2009 | Fénix Montevideo - Atenas San Carlos 1:4 Luciano Cardinali 73 - Rony Flores 52, 86, Nasa 82, 84                   |
| 5 grudnia 2009 | Liverpool Montevideo - Racing Montevideo 2:0 Mathías Riquero 55, Aldo Fabián Díaz 86                              |
| 5 grudnia 2009 | Rampla Juniors - Cerrito Montevideo 1:0 Martín Icart 54                                                           |
| 5 grudnia 2009 | Tacuarembó - Montevideo Wanderers 1:2 Nicolás Nicolay 81 - Jonathan Charquero 69, Jonathan Lacerda 75k            |
| 6 grudnia 2009 | CA Cerro - Cerro Largo Melo 1:1 Jonathan Soto 70 - Rino Lucas 26                                                  |
| 6 grudnia 2009 | Club Nacional de Football - CA Peñarol 3:0 Mario Regueiro 2, Nicolás Lodeiro 29, Santiago Damián García 80        |
| 6 grudnia 2009 | River Plate Montevideo - Defensor Sporting 1:2 Jorge Zambrana 75 - Diego de Souza Carballo 71, Rodrigo Cabrera 83 |

### Apertura 14
| Data            | Mecz |
| --------------- | --- |
| 9 grudnia 2009  | Atenas San Carlos - Cerrito Montevideo 0:1 Héctor Foletti 24                                                                                 |
| 9 grudnia 2009  | Central Español Montevideo - Rampla Juniors 0:3 Bruno Federico Barreto 1, Alfredo Nicolás Guevara 16, Peter Vera 76                          |
| 9 grudnia 2009  | Cerro Largo Melo - Liverpool Montevideo 1:0 Abel Nazario 38                                                                                  |
| 9 grudnia 2009  | CA Peñarol - Danubio FC 2:3 Braian Rodríguez 20, Antonio Pacheco D’Agosti 41 - Diego Ifrán 1, 55, Esteban Conde 79k                          |
| 9 grudnia 2009  | Montevideo Wanderers - Defensor Sporting 2:2 Jonathan Charquero 33, Danilo Peinado 38 - Diego de Souza Carballo 40, Pedro Pablo Hernández 73 |
| 10 grudnia 2009 | CA Cerro - Tacuarembó 1:1 Fabián Trujillo 21 - Nicolás Nicolay 80                                                                            |
| 10 grudnia 2009 | Fénix Montevideo - Club Nacional de Football 0:1 Álvaro González 56                                                                          |
| 10 grudnia 2009 | Racing Montevideo - River Plate Montevideo 0:2 Federico Puppo 64, 86                                                                         |

### Apertura 15
| Data            | Mecz |
| --------------- | --- |
| 12 grudnia 2009 | Atenas San Carlos - CA Peñarol 0:5 Gastón Ezequiel Ramírez 16, Antonio Pacheco D’Agosti 28, 52, 71, Ignacio Ithurralde 32                                                |
| 12 grudnia 2009 | Rampla Juniors - Danubio FC 2:0 Alfredo Nicolás Guevara 36, Álvaro Darío Alonso 56                                                                                       |
| 13 grudnia 2009 | Central Español Montevideo - Fénix Montevideo 1:0 Ismael Espiga 48 |
| 13 grudnia 2009 | Cerrito Montevideo - Club Nacional de Football 2:5 Maureen Javier Franco 4, 90 - Ángel Alejandro Morales 5, Nicolás Lodeiro 11k, 32, Gustavo Varela 54, Sergio Blanco 86 |
| 13 grudnia 2009 | Defensor Sporting - Liverpool Montevideo 2:2 Ignacio Risso 38, 76 - Emiliano Alfaro 66, Julián Lalinde 79                                                                |
| 13 grudnia 2009 | Racing Montevideo - CA Cerro 3:3 Darío Larrosa 71k, Martín Cauteruccio 88, 91k - Jonathan Soto 40, Gastón Pagano 54, Ricardo Queiro 75                                   |
| 13 grudnia 2009 | River Plate Montevideo - Montevideo Wanderers 2:1 Juan Manuel Ferrés 45, Federico Puppo 50 - Simón Vanderhoeght 16                                                       |
| 13 grudnia 2009 | Tacuarembó - Cerro Largo Melo 3:0 Gonzalo Píriz 6, Rafael Refatti 51k, 68                                                                                                |

### Tabela końcowa Apertura 2009/10
| Poz | Klub                       | Mecze | Zw | Rem | Por | Pkt | BrZd | BrStr |
| --- | -------------------------- | ----- | -- | --- | --- | --- | ---- | ----- |
| 1   | Club Nacional de Football  | 15    | 13 | 0   | 2   | 36  | 36   | 11    |
| 2   | Liverpool Montevideo       | 15    | 8  | 5   | 2   | 29  | 31   | 14    |
| 3   | Defensor Sporting          | 15    | 8  | 5   | 2   | 29  | 28   | 16    |
| 4   | Montevideo Wanderers       | 15    | 7  | 5   | 3   | 26  | 24   | 13    |
| 5   | CA Peñarol                 | 15    | 7  | 5   | 3   | 26  | 28   | 19    |
| 6   | Rampla Juniors             | 15    | 7  | 3   | 5   | 24  | 18   | 19    |
| 7   | Danubio FC                 | 15    | 7  | 2   | 6   | 23  | 26   | 25    |
| 8   | River Plate Montevideo     | 15    | 6  | 5   | 4   | 23  | 24   | 23    |
| 9   | Racing Montevideo          | 15    | 5  | 5   | 5   | 20  | 25   | 22    |
| 10  | Cerrito Montevideo         | 15    | 4  | 6   | 5   | 18  | 20   | 21    |
| 11  | Cerro Largo Melo           | 15    | 4  | 4   | 7   | 16  | 15   | 18    |
| 12  | Tacuarembó                 | 15    | 5  | 1   | 9   | 16  | 17   | 24    |
| 13  | Central Español Montevideo | 15    | 2  | 6   | 7   | 12  | 13   | 28    |
| 14  | CA Cerro                   | 15    | 2  | 5   | 8   | 11  | 18   | 31    |
| 15  | Atenas San Carlos          | 15    | 3  | 2   | 10  | 11  | 9    | 32    |
| 16  | Fénix Montevideo           | 15    | 1  | 3   | 11  | 6   | 10   | 26    |

- Club Nacional de Football - 3 punkty odjęte

## Torneo Clausura 2009/10

### Clausura 1
| Data             | Mecz |
| ---------------- | --- |
| 23 stycznia 2010 | Cerrito Montevideo - Liverpool Montevideo 1:4 Facundo Escalante 4 - Carlos Rubén Planchón 15s, Paolo Patritti 44, Julián Lalinde 58k, Hernán Figueredo 85                      |
| 23 stycznia 2010 | River Plate Montevideo - Fénix Montevideo 0:1 Gerardo Varela 76 |
| 23 stycznia 2010 | Atenas San Carlos - Defensor Sporting 3:1 Matías Britos 38, 46, Derlis Florentín 94 - Tabaré Viudez 59                                                                         |
| 23 stycznia 2010 | Club Nacional de Football - Cerro Largo Melo 3:1 Mario Regueiro 21, Gustavo Varela 26, Sergio Blanco 76 - Pablo Fernando Olivera 42                                            |
| 24 stycznia 2010 | Rampla Juniors - CA Cerro 2:2 Marcelo Broli 47, Julián Perujo 56 - Pablo Eduardo Caballero 91, Rodrigo Mora 93                                                                 |
| 24 stycznia 2010 | Danubio FC - Tacuarembó 4:5 Diego Ifrán 2k, 17, Carlos Javier Grossmüller 74, Andrés Silva 78 - Jonathan Ramírez 39, 73, 90+2, Álvaro Sebastián Sánchez 68, Renzo Pozzi 86     |
| 24 stycznia 2010 | CA Peñarol - Montevideo Wanderers 4:2 Antonio Pacheco D’Agosti 8, 49, Jonathan Urretaviscaya 38, Alejandro Martinuccio 90 - Ezequiel Videla 51, Maximiliano Rodríguez Maeso 56 |
| 10 stycznia 2010 | Racing Montevideo - Central Español Montevideo 1:0 Néstor Fabián Silva 26 |

### Clausura 2
| Data             | Mecz |
| ---------------- | --- |
| 29 stycznia 2010 | Tacuarembó - Club Nacional de Football 1:1 Jonathan Ramírez 1 - Mario Regueiro 57                                                                                             |
| 30 stycznia 2010 | Cerrito Montevideo - Cerro Largo Melo 1:1 Diego Cardozo 68 - Fabrizio Núñez 26k                                                                                               |
| 30 stycznia 2010 | CA Cerro - CA Peñarol 1:2 Daniel Leites 37 - Gastón Ezequiel Ramírez 27, Alejandro Martinuccio 86                                                                             |
| 30 stycznia 2010 | Rampla Juniors - Montevideo Wanderers 2:1 Alfredo Nicolás Guevara 56, Julián Perujo 85 - Mathías Corujo 36k                                                                   |
| 31 stycznia 2010 | Atenas San Carlos - Liverpool Montevideo 1:2 Santiago Bello 77 - Julián Lalinde 1, Mauricio Sebastián Díaz 49                                                                 |
| 31 stycznia 2010 | Defensor Sporting - Danubio FC 0:1 Matías Porcari 1 |
| 31 stycznia 2010 | River Plate Montevideo - Central Español Montevideo 3:3 Flavio Córdoba 24, Richard Aníbal Porta 64, Mauricio Prieto 83 - Diego Sebastián Rodríguez 37, 75, Horacio Peralta 65 |
| 17 lutego 2010   | Racing Montevideo - Fénix Montevideo 0:2 Santiago Tabárez 53, Matías Mier 55                                                                                                  |

### Clausura 3
| Data          | Mecz |
| ------------- | --- |
| 6 lutego 2010 | Cerrito Montevideo - CA Cerro 1:4 Juan Manuel Ortíz Prieto 34 - Rodrigo Mora 15, Pablo Eduardo Caballero 22, Álvaro Mello 69, 74 |
| 6 lutego 2010 | Rampla Juniors - River Plate Montevideo 2:1 Pablo Meloño 24, 41 - Fernando Correa 57                                             |
| 6 lutego 2010 | Fénix Montevideo - Montevideo Wanderers 2:1 Santiago Tabárez 44, Maximiliano Russo 79 - Maximiliano Rodríguez Maeso 76           |
| 6 lutego 2010 | Central Español Montevideo - Cerro Largo Melo 1:2 Gastón Linares 50 - Pablo Fernando Olivera 42, Fabrizio Núñez 90+1k            |
| 6 lutego 2010 | Club Nacional de Football - Defensor Sporting 0:1 Diego de Souza Carballo 4                                                      |
| 7 lutego 2010 | Danubio FC - Liverpool Montevideo 2:2 Diego Ifrán 61, 62 - Julián Lalinde 18, Héctor Fabián Acuña 89                             |
| 7 lutego 2010 | Atenas San Carlos - Tacuarembó 2:0 Santiago Bello 34, Matías Nicolás Tellechea 79                                                |
| 7 lutego 2010 | CA Peñarol - Racing Montevideo 3:0 Antonio Pacheco D’Agosti 12, 57, Alejandro Martinuccio 79                                     |

### Clausura 4
| Data           | Mecz |
| -------------- | --- |
| 13 lutego 2010 | Cerro Largo Melo - Fénix Montevideo 1:0 Pablo Fernando Olivera 89                                                                                       |
| 13 lutego 2010 | Defensor Sporting - Central Español Montevideo 3:4 Damián Suárez 36, Pablo Gaglianone 43, 80 - Jorge Ramírez 10, 33k, 40k, Diego Sebastián Rodríguez 70 |
| 13 lutego 2010 | Tacuarembó - CA Peñarol 1:3 Diogo 45+1 - Antonio Pacheco D’Agosti 12, 34k, Diego Martín Alonso 78                                                       |
| 13 lutego 2010 | Montevideo Wanderers - Cerrito Montevideo 1:2 Gastón Puerari 15 - Diego Cardozo 5, 10                                                                   |
| 14 lutego 2010 | CA Cerro - Atenas San Carlos 3:2 Álvaro Marcelo García 22s, Rodrigo Mora 42, 69 - Hernán Menosse 55, Eduardo Fernández 62                               |
| 14 lutego 2010 | Liverpool Montevideo - Club Nacional de Football 0:2 Sergio Blanco 7, 84                                                                                |
| 14 lutego 2010 | Racing Montevideo - Rampla Juniors 2:1 Néstor Fabián Silva 20, Jean Pierre Barrientos 35 - Alfredo Nicolás Guevara 27                                   |
| 24 lutego 2010 | River Plate Montevideo - Danubio FC 3:0 Fernando Correa 5, 43, Jorge Zambrana 82                                                                        |

### Clausura 5
| Data           | Mecz |
| -------------- | --- |
| 19 lutego 2010 | Club Nacional de Football - River Plate Montevideo 1:4 Sergio Blanco 77 - Jorge Cristian Córdoba 16, 47, 66, Bruno Montelongo 40            |
| 20 lutego 2010 | Central Español Montevideo - CA Cerro 1:2 Jorge Ramírez 57k - Richard Pellejero 27, Jonathan Soto 90+2                                      |
| 20 lutego 2010 | Cerrito Montevideo - Racing Montevideo 3:0 Juan Manuel Ortíz Prieto 10, Mauricio Bruzzone 23, Diego Cardozo 53                              |
| 20 lutego 2010 | Rampla Juniors - Tacuarembó 1:0 Alfredo Nicolás Guevara 58                                                                                  |
| 20 lutego 2010 | Danubio FC - Cerro Largo Melo 2:0 Diego Ifrán 28, Carlos Javier Grossmüller 67                                                              |
| 21 lutego 2010 | Fénix Montevideo - Defensor Sporting 3:0 Santiago Fosgt 3, Carlos Aguiar 45+1, Luciano Cardinali 69                                         |
| 21 lutego 2010 | Atenas San Carlos - Montevideo Wanderers 0:2 Maximiliano Rodríguez Maeso 66, Jonathan Charquero 90+2                                        |
| 21 lutego 2010 | CA Peñarol - Liverpool Montevideo 3:1 Gastón Ezequiel Ramírez 21, Antonio Pacheco D’Agosti 57, Diego Martín Alonso 90+3 - Andrés Rodales 46 |

### Clausura 6
| Data           | Mecz |
| -------------- | --- |
| 27 lutego 2010 | Montevideo Wanderers - Central Español Montevideo 1:1 Renzo Pérez 46 - Sergio Alejandro Pérez 21                            |
| 27 lutego 2010 | Defensor Sporting - Rampla Juniors 2:1 Diego Ferreira 30, Diego de Souza Carballo 45k - Pablo Meloño 90+1                   |
| 27 lutego 2010 | Cerro Largo Melo - Atenas San Carlos 0:2 Gerardo Jonathan Rojas 19, Matías Nicolás Tellechea 90+2                           |
| 27 lutego 2010 | River Plate Montevideo - CA Peñarol 2:3 Jorge Zambrana 59k, Jhon Varela 75 - Jonathan Urretaviscaya 4, 79, Gerardo Alcoba 7 |
| 28 lutego 2010 | Liverpool Montevideo - Fénix Montevideo 0:0                                                                                 |
| 28 lutego 2010 | Tacuarembó - Cerrito Montevideo 1:0 Luis Alberto Machado 13                                                                 |
| 28 lutego 2010 | CA Cerro - Danubio FC 1:0 Álvaro Alejandro Mello 45+1                                                                       |
| 28 lutego 2010 | Racing Montevideo - Club Nacional de Football 0:3 Gustavo Varela 41, Sebastián Balsas 43, Santiago Damián García 88         |

### Clausura 7
| Data         | Mecz |
| ------------ | --- |
| 5 marca 2010 | Fénix Montevideo - CA Cerro 2:0 Carlos Aguiar 35k, Matías Mier 8                                                                                 |
| 6 marca 2010 | Central Español Montevideo - Tacuarembó 4:1 Diego Sebastián Rodríguez 35k, 54, 65k, Darwin Ramírez 47 - Luis Alberto Machado 51k                 |
| 6 marca 2010 | Danubio FC - Racing Montevideo 2:3 Pablo Míguez 21, Álvaro Recoba 32 - Jorge Cazulo 45+1, Martín Cauteruccio 88, Santiago Humberto Ostolaza 90+3 |
| 6 marca 2010 | Rampla Juniors - Liverpool Montevideo 1:3 Alfredo Nicolás Guevara 45+1 - Mathías Riquero 31, Mauricio Sebastián Díaz 67, Maximiliano Córdoba 78  |
| 6 marca 2010 | Club Nacional de Football - Montevideo Wanderers 2:1 Gustavo Varela 17k, 64 - Renzo Pérez 53                                                     |
| 7 marca 2010 | Cerrito Montevideo - Defensor Sporting 2:0 Juan Manuel Ortíz Prieto 48, Fabrizio Ronchetti 68                                                    |
| 7 marca 2010 | Atenas San Carlos - River Plate Montevideo 0:2 Ronaldo Conceição 50, Andrés Márquez 53                                                           |
| 7 marca 2010 | CA Peñarol - Cerro Largo Melo 5:0 Darío Rodríguez 25, Antonio Pacheco D’Agosti 41, 47, 70, Alejandro Martinuccio 58                              |

### Clausura 8
| Data          | Mecz |
| ------------- | --- |
| 13 marca 2010 | Atenas San Carlos - Club Nacional de Football 0:6 Sergio Blanco 5k, 8, 79k, Sebastián Balsas 22, 72, Mauricio Ernesto Pereyra 26 |
| 13 marca 2010 | Cerro Largo Melo - Defensor Sporting 1:3 Fabrizio Núñez 50k - Ignacio Risso 63, 67, 77                                           |
| 13 marca 2010 | Montevideo Wanderers - Racing Montevideo 1:2 Sergio Souza 24 - Matías Mirabaje 43, Néstor Fabián Silva 45                        |
| 14 marca 2010 | Danubio FC - Cerrito Montevideo 1:0 Diego Ifrán 67                                                                               |
| 14 marca 2010 | Fénix Montevideo - Rampla Juniors 1:0 Santiago Fosgt 66                                                                          |
| 14 marca 2010 | Tacuarembó - Liverpool Montevideo 0:1 Andrés Rodales 45+1                                                                        |
| 14 marca 2010 | Central Español Montevideo - CA Peñarol 0:2 Antonio Pacheco D’Agosti 40k, 43                                                     |
| 24 marca 2010 | River Plate Montevideo - CA Cerro 0:1 Claudio Martín Dadómo 79                                                                   |

### Clausura 9
| Data          | Mecz |
| ------------- | --- |
| 20 marca 2010 | Defensor Sporting - Tacuarembó 2:3 Ignacio Risso 14, 25 - Renzo Pozzi 58, Jonathan Ramírez 64, Vinicius 90+2                                                                                   |
| 20 marca 2010 | Cerrito Montevideo - Fénix Montevideo 1:2 Alberto Martín Acosta 66k - Gerardo Varela 32, Santiago Fosgt 88 mecz przerwany w 90 minucie z powodu zamieszek na trybunach - wynik meczu zachowano |
| 20 marca 2010 | Rampla Juniors - CA Peñarol 1:2 Alfredo Nicolás Guevara 66 - Néstor Emanuel Moiraghi 45+2s, Gastón Ezequiel Ramírez 60                                                                         |
| 21 marca 2010 | Liverpool Montevideo - River Plate Montevideo 1:1 Héctor Acuña 30 - Jorge Marcelo Rodríguez 22                                                                                                 |
| 21 marca 2010 | Atenas San Carlos - Danubio FC 0:2 Marcelo Andrés Silva 18, Álvaro Recoba 65 |
| 21 marca 2010 | CA Cerro - Montevideo Wanderers 1:2 Rodrigo Mora 42 - Matías Quagliotti 30, Abel Nazario 50 |
| 21 marca 2010 | Central Español Montevideo - Club Nacional de Football 0:2 Mario Regueiro 19, Sergio Blanco 64                                                                                                 |
| 31 marca 2010 | Racing Montevideo - Cerro Largo Melo 1:2 Federico Vega 10 - Fabricio Núñez 38, Fabricio Lucas 77                                                                                               |

### Clausura 10
| Data            | Mecz |
| --------------- | --- |
| 27 marca 2010   | Liverpool Montevideo - Central Español Montevideo 0:2 Marcelo Fabián Rodríguez 7, Diego Sebastián Rodríguez 88                                            |
| 27 marca 2010   | Cerro Largo Melo - Rampla Juniors 1:1 Fabricio Núñez 61 - Alfredo Nicolás Guevara 62                                                                      |
| 27 marca 2010   | CA Cerro - Club Nacional de Football 3:1 Rodrigo Mora 25, 40, Pablo Eduardo Caballero 39 - Gustavo Varela 5                                               |
| 28 marca 2010   | Montevideo Wanderers - Danubio FC 1:3 Luis Oyarbide 29 - Diego Rafael Perrone 6, Jorge Adrián García 63, Álvaro Recoba 76                                 |
| 28 marca 2010   | River Plate Montevideo - Cerrito Montevideo 3:0 Andrés Márquez 65, Jorge Carlos Zambrana 73, Federico Puppo 75                                            |
| 28 marca 2010   | Tacuarembó - Fénix Montevideo 1:1 Luis Alberto Machado 35 - Santiago Fosgt 22                                                                             |
| 28 marca 2010   | Defensor Sporting - CA Peñarol 2:3 Pablo Gaglianone 44, Ignacio Risso 73 - Antonio Pacheco D’Agosti 58k, Gastón Ezequiel Ramírez 81, Pablo Gaglianone 90s |
| 7 kwietnia 2010 | Racing Montevideo - Atenas San Carlos 3:2 Martín Cauteruccio 39, 68, Jorge Cazulo 79 - Matías Britos 22, Federico Guerra 90                               |

### Clausura 11
| Data            | Mecz |
| --------------- | --- |
| 3 kwietnia 2010 | Racing Montevideo - Defensor Sporting 3:3 Matías Mirabaje 45k, 81, Martín Cauteruccio 77k - Pablo Gaglianone 18, Ignacio Risso 31, Diego de Souza Carballo 38                          |
| 3 kwietnia 2010 | Danubio FC - Fénix Montevideo 1:2 Álvaro Recoba 4k - Santiago Fosgt 9, Gerardo Acosta 73                                                                                               |
| 3 kwietnia 2010 | Rampla Juniors - Club Nacional de Football 1:0 Paul Dzeruvs 28 |
| 4 kwietnia 2010 | Central Español Montevideo - Atenas San Carlos 1:0 Sergio Alejandro Pérez 51 |
| 4 kwietnia 2010 | Montevideo Wanderers - Cerro Largo Melo 7:1 Gastón Puerari 1, Jonathan Charquero 43, 65, Agustín Peña 75, Luis Oyarbide 79, Emiliano Tellechea 83, Renzo Pérez 87 - Fabricio Núñez 89k |
| 4 kwietnia 2010 | CA Cerro - Liverpool Montevideo 5:1 Pablo Eduardo Caballero 20, 90+1k, Álvaro Alejandro Mello 33, Rodrigo Mora 51, Sebastián Marcelo Suárez 83 - Aldo Fabián Díaz 1                    |
| 4 kwietnia 2010 | River Plate Montevideo - Tacuarembó 3:1 Andrés Márquez 17, Jorge Carlos Zambrana 25, Jorge Marcelo Rodríguez 90+1 - Mariano Rubbo 55                                                   |
| 4 kwietnia 2010 | CA Peñarol - Cerrito Montevideo 3:1 Alejandro Martinuccio 6, Antonio Pacheco D’Agosti 35, Diego Martín Alonso 90+1 - Alberto Martín Acosta 34k                                         |

### Clausura 12
| Data             | Mecz |
| ---------------- | --- |
| 8 kwietnia 2010  | Defensor Sporting - CA Cerro 1:0 Diego de Souza Carballo 77                                                                                    |
| 10 kwietnia 2010 | Cerro Largo Melo - River Plate Montevideo 2:2 Fabricio Núñez 26k, 49 - Andrés Márquez 30, Mario Rizotto 74                                     |
| 10 kwietnia 2010 | Fénix Montevideo - CA Peñarol 1:2 Matías Mier 6 - Alejandro Martinuccio 19, Jonathan Urretaviscaya 47                                          |
| 10 kwietnia 2010 | Tacuarembó - Racing Montevideo 2:0 Renzo Pozzi 2, Franco Ariel Sosa 89k                                                                        |
| 11 kwietnia 2010 | Atenas San Carlos - Rampla Juniors 1:2 Matías Britos 52 - Julián Perujo 17, Marcelo Broli 22                                                   |
| 11 kwietnia 2010 | Cerrito Montevideo - Central Español Montevideo 1:3 Fabricio Ronchetti 35 - Fabián Coelho 29, Diego Sebastián Rodríguez 44k, Darwin Ramírez 86 |
| 11 kwietnia 2010 | Liverpool Montevideo - Montevideo Wanderers 1:1 Aldo Fabián Díaz 75 - Gastón Puerari 82                                                        |
| 11 kwietnia 2010 | Club Nacional de Football - Danubio FC 2:1 Mario Regueiro 42, Álvaro González 85 - Marcelo Andrés Silva 53                                     |

### Clausura 13
| Data             | Mecz |
| ---------------- | --- |
| 17 kwietnia 2010 | Atenas San Carlos - Fénix Montevideo 1:1 Matías Nicolás Tellechea 31 - Matías Mier 64                   |
| 17 kwietnia 2010 | Central Español Montevideo - Danubio FC 2:0 Nelson Semperena 38, Darwin Ramírez 40                      |
| 17 kwietnia 2010 | Cerrito Montevideo - Rampla Juniors 1:1 Diego Cardozo 90+3 - Martín Bonjour 57                          |
| 17 kwietnia 2010 | Defensor Sporting - River Plate Montevideo 1:1 Pablo Gaglianone 34 - Diego Sosa 69                      |
| 17 kwietnia 2010 | Racing Montevideo - Liverpool Montevideo 2:0 Néstor Fabián Silva 44, Jean Pierre Barrientos 90+3        |
| 18 kwietnia 2010 | Cerro Largo Melo - CA Cerro 0:1 Fabián Trujillo 61                                                      |
| 18 kwietnia 2010 | CA Peñarol - Club Nacional de Football 0:0                                                              |
| 18 kwietnia 2010 | Montevideo Wanderers - Tacuarembó 2:1 Luis Jesús Toscanini 18, Luis Oyarbide 72 - Franco Ariel Sosa 45k |

### Clausura 14
| Data             | Mecz |
| ---------------- | --- |
| 24 kwietnia 2010 | Club Nacional de Football - Fénix Montevideo 1:1 Ernesto Goñi 9 - Martín Galain 63s                                                                        |
| 25 kwietnia 2010 | Cerrito Montevideo - Atenas San Carlos 2:0 Joel Burgueño 45+3, Silvio Dorrego 90                                                                           |
| 25 kwietnia 2010 | Danubio FC - CA Peñarol 1:2 Álvaro Recoba 48 - Gastón Ezequiel Ramírez 70, Diego Martín Alonso 83                                                          |
| 25 kwietnia 2010 | Defensor Sporting - Montevideo Wanderers 2:0 Diego de Souza Carballo 40, Ignacio Risso 42                                                                  |
| 25 kwietnia 2010 | Liverpool Montevideo - Cerro Largo Melo 3:0 Andrés Rodales 12k, Elías Ricardo Figueroa 37, Mauricio Sebastián Díaz 90+2                                    |
| 25 kwietnia 2010 | Rampla Juniors - Central Español Montevideo 0:0 |
| 25 kwietnia 2010 | River Plate Montevideo - Racing Montevideo 4:1 Fernando Correa 7, Jorge Marcelo Rodríguez 14, Federico Puppo 52, Andrés Márquez 78 - Martín Cauteruccio 10 |
| 25 kwietnia 2010 | Tacuarembó - CA Cerro 3:3 Luis Alberto Machado 8, 17, 22 - Álvaro Alejandro Mello 43, Raúl Molina 85, Pablo Melo 90+5                                      |

### Clausura 15
| Data        | Mecz |
| ----------- | --- |
| 2 maja 2010 | CA Cerro - Racing Montevideo 1:0 Rodrigo Mora 41                                                                                              |
| 2 maja 2010 | Cerro Largo Melo - Tacuarembó 1:2 Juan Casado 25 - Luis Alberto Machado 72, Franco Ariel Sosa 83                                              |
| 2 maja 2010 | Danubio FC - Rampla Juniors 1:2 Matías Guzmán 68 - Javier Benia 22, Alfredo Nicolás Guevara 74                                                |
| 2 maja 2010 | Fénix Montevideo - Central Español Montevideo 2:2 Luciano Cardinali 5, Walter René Lima 70 - Diego Sebastián Rodríguez 3, Nelson Semperena 16 |
| 2 maja 2010 | Liverpool Montevideo - Defensor Sporting 3:0 Elías Ricardo Figueroa 50, 61, Héctor Acuña 86                                                   |
| 2 maja 2010 | Club Nacional de Football - Cerrito Montevideo 3:1 Sergio Blanco 32k, Gianni Guigou 73k, Santiago Damián García 84 - Fabrizio Ronchetti 75    |
| 2 maja 2010 | CA Peñarol - Atenas San Carlos 3:2 Bosco Frontán 68, Diego Martín Alonso 83, Egidio Arévalo 90+3 - José Pedro Varela 49, 80                   |
| 2 maja 2010 | Montevideo Wanderers - River Plate Montevideo 2:2 Adrián Argachá 67, Abel Nazario 80 - Brian Lugo 7, 16                                       |

### Tabela Torneo Clausura 2009/10
| Poz | Klub                       | Mecze | Zw | Rem | Por | Pkt | BrZd | BrStr |
| --- | -------------------------- | ----- | -- | --- | --- | --- | ---- | ----- |
| 1   | CA Peñarol                 | 15    | 14 | 1   | 0   | 43  | 40   | 15    |
| 2   | CA Cerro                   | 15    | 9  | 2   | 4   | 29  | 28   | 18    |
| 3   | Fénix Montevideo           | 15    | 8  | 5   | 2   | 28  | 21   | 11    |
| 4   | Club Nacional de Football  | 15    | 8  | 3   | 4   | 27  | 27   | 15    |
| 5   | River Plate Montevideo     | 15    | 6  | 5   | 4   | 23  | 31   | 19    |
| 6   | Central Español Montevideo | 15    | 6  | 4   | 5   | 22  | 24   | 20    |
| 7   | Liverpool Montevideo       | 15    | 6  | 4   | 5   | 22  | 22   | 21    |
| 8   | Rampla Juniors             | 15    | 6  | 4   | 5   | 22  | 18   | 18    |
| 9   | Racing Montevideo          | 15    | 6  | 1   | 8   | 19  | 18   | 29    |
| 10  | Tacuarembó                 | 15    | 5  | 3   | 7   | 18  | 22   | 28    |
| 11  | Defensor Sporting          | 15    | 5  | 2   | 8   | 17  | 21   | 28    |
| 12  | Danubio FC                 | 15    | 5  | 1   | 9   | 16  | 21   | 25    |
| 13  | Montevideo Wanderers       | 15    | 4  | 3   | 8   | 15  | 25   | 26    |
| 14  | Cerrito Montevideo         | 15    | 4  | 2   | 9   | 14  | 17   | 27    |
| 15  | Cerro Largo Melo           | 15    | 3  | 3   | 9   | 12  | 13   | 34    |
| 16  | Atenas San Carlos          | 15    | 3  | 1   | 11  | 10  | 16   | 30    |

## Sumaryczna tabela sezonu 2009/2010
| Poz | Klub                       | Mecze | Zw | Rem | Por | Pkt | BrZd | BrStr |
| --- | -------------------------- | ----- | -- | --- | --- | --- | ---- | ----- |
| 1   | CA Peñarol                 | 30    | 21 | 6   | 3   | 69  | 68   | 34    |
| 2   | Club Nacional de Football  | 30    | 21 | 3   | 6   | 63  | 63   | 26    |
| 3   | Liverpool Montevideo       | 30    | 14 | 9   | 7   | 51  | 53   | 35    |
| 4   | River Plate Montevideo     | 30    | 12 | 10  | 8   | 46  | 55   | 42    |
| 5   | Defensor Sporting          | 30    | 13 | 7   | 10  | 46  | 49   | 44    |
| 6   | Rampla Juniors             | 30    | 13 | 7   | 10  | 46  | 36   | 37    |
| 7   | Montevideo Wanderers       | 30    | 11 | 8   | 11  | 41  | 49   | 39    |
| 8   | CA Cerro                   | 30    | 11 | 7   | 12  | 40  | 46   | 49    |
| 9   | Danubio FC                 | 30    | 12 | 3   | 15  | 39  | 47   | 50    |
| 10  | Racing Montevideo          | 30    | 11 | 6   | 13  | 39  | 43   | 51    |
| 11  | Fénix Montevideo           | 30    | 9  | 8   | 13  | 35  | 31   | 37    |
| 12  | Central Español Montevideo | 30    | 8  | 10  | 12  | 34  | 37   | 48    |
| 13  | Tacuarembó                 | 30    | 10 | 4   | 16  | 34  | 39   | 52    |
| 14  | Cerrito Montevideo         | 30    | 8  | 8   | 14  | 32  | 37   | 48    |
| 15  | Cerro Largo Melo           | 30    | 7  | 7   | 16  | 28  | 28   | 52    |
| 16  | Atenas San Carlos          | 30    | 6  | 3   | 21  | 21  | 25   | 62    |

## Mistrzostwo Urugwaju
Najpierw mistrzowie Apertury (Club Nacional de Football) i Clausury (CA Peñarol) zmierzyli się o prawo do gry o mistrzostwo Urugwaju z najlepszą drużyną w tabeli sumarycznej (CA Peñarol).
| Półfinał: mistrz Apertury - mistrz Clausury |
| --- |
| Club Nacional de Football - CA Peñarol 2:0 |
| 12 maja 2010 Montevideo Estadio Centenario Club Nacional de Football - CA Peñarol 2:0 (1:0) Sędzia: Jorge Larrionda (Pablo Fandiño, Mauricio Espinosa) Bramki: 1:0 Santiago Damián García 13, 2:0 Santiago Damián García 59 Club Nacional de Football: Rodrigo Martín Muñoz - Álvaro González, Alejandro Lembo, Sebastián Coates, Cristian Núñez - Gustavo Varela (58 Maximiliano Calzada), Raúl Ferro (76 Matías Cabrera), Óscar Javier Morales, Ángel Alejandro Morales (61 Mauricio Ernesto Pereyra) - Santiago Damián García, Mario Regueiro. Trener: Eduardo Acevedo. Club Atlético Peñarol: Sebastián Sosa - Matías Aguirregaray, Gerardo Alcoba, Guillermo Daniel Rodríguez, Darío Rodríguez - Jonathan Urretaviscaya, Sergio Órteman, Egidio Arévalo, Gastón Ezequiel Ramírez (62 Diego Martín Alonso) - Antonio Pacheco D’Agosti (67 Rubén Olivera), Alejandro Martinuccio. Trener: Diego Vicente Aguirre |

Prawo do gry o mistrzostwo Urugwaju zdobył klub Club Nacional de Football.
| Finał |
| --- |
| Club Nacional de Football - CA Peñarol 0:1 i 1:1 |
| 15 maja 2010 Montevideo Estadio Centenario Club Nacional de Football - CA Peñarol 0:1 (0:1) Sędzia: Héctor Martín Martínez (Marcelo Costa, William Casavieja) Bramki: 0:1 Antonio Pacheco D’Agosti 23 Czerwone kartki: Maximiliano Calzada 63, Matías Cabrera 78 / Jonathan Urretaviscaya 72, Rubén Olivera 90+4 Club Nacional de Football: Rodrigo Martín Muñoz - Álvaro González (73 Matías Cabrera), Alejandro Lembo, Sebastián Coates, Cristian Núñez - Gustavo Varela, Raúl Ferro (46 Maximiliano Calzada), Óscar Javier Morales, Ángel Alejandro Morales (75 Diego Vera) - Santiago Damián García, Mario Regueiro. Trener: Eduardo Acevedo. Club Atlético Peñarol: Sebastián Sosa - Matías Aguirregaray, Alejandro Damián González, Guillermo Daniel Rodríguez, Darío Rodríguez - Jonathan Urretaviscaya, Egidio Arévalo, Sergio Órteman, Gastón Ezequiel Ramírez (75 Diego Martín Alonso) - Antonio Pacheco D’Agosti (67 Bosco Frontán), Alejandro Martinuccio (83 Rubén Olivera). Trener: Diego Vicente Aguirre.  |
| 18 maja 2010 Montevideo Estadio Centenario CA Peñarol - Club Nacional de Football 1:1 (0:1) Sędzia: Darío Ubriaco (Miguel Ángel Nievas, Carlos Adrián Changala) Bramki: 0:1 Alejandro Lembo 35, 1:1 Matías Aguirregaray 68 Czerwone kartki: Gastón Ezequiel Ramírez 80 (druga żółta) / Sergio Blanco 88 Club Atlético Peñarol: Sebastián Sosa - Emiliano Albín, Alejandro Damián González, Guillermo Daniel Rodríguez, Darío Rodríguez - Matías Aguirregaray (90+4 Marcel Nicolás Román), Egidio Arévalo, Sergio Órteman, Gastón Ezequiel Ramírez - Antonio Pacheco D’Agosti (74 Marcelo Sosa), Alejandro Martinuccio (89 Diego Martín Alonso). Trener: Diego Vicente Aguirre. Club Nacional de Football: Rodrigo Martín Muñoz - Gustavo Varela, Alejandro Lembo, Sebastián Coates, Cristian Núñez - Raúl Ferro (80 Sebastián Balsas), Óscar Javier Morales, Álvaro González (72 Mauricio Ernesto Pereyra) - Ángel Alejandro Morales (77 Sergio Blanco) - Santiago Damián García, Mario Regueiro. Trener: Eduardo Acevedo |

Mistrzem Urugwaju w sezonie 2009/10 został klub CA Peñarol. Klub Club Nacional de Football został wicemistrzem Urugwaju.

### Klasyfikacja strzelców bramek
| Gole | Piłkarz                  | Klub                       |
| ---- | ------------------------ | -------------------------- |
| 13   | Maureen Javier Franco    | Cerrito Montevideo         |
| 12   | Emiliano Alfaro          | Liverpool Montevideo       |
| 10   | Diego Ifrán              | Danubio FC                 |
| 8    | Fabricio Núñez           | Cerro Largo Melo           |
| 8    | Antonio Pacheco D’Agosti | CA Peñarol                 |
| 7    | Martín Cauteruccio       | Racing Montevideo          |
| 7    | Ismael Espiga            | Central Español Montevideo |
| 7    | Nicolás Lodeiro          | Club Nacional de Football  |
| 7    | Jonathan Ramis           | CA Peñarol                 |
| 6    | Diego de Souza Carballo  | Defensor Sporting          |
| 6    | Alfredo Nicolás Guevara  | Rampla Juniors             |